# Estadi de la Ceràmica
L'Estadi de la Ceràmica, anomenat Estadi El Madrigal fins al 8 de gener de 2017, és el camp de futbol de propietat municipal que utilitza el Vila-real CF per als seus partits. Fou inaugurat el 7 de juny de 1923, té una capacitat de 25.000 espectadors i unes dimensions de 105x68 metres. L'estadi ha estat remodelat en diverses ocasions, en el 1952, 1972, 1989, 1999, 2005, 2008 i 2016. Rebia aquest nom degut als terrenys on s'ubica, situats a la partida municipal anomenada El Madrigal. Està situat davant de la Plaça del Llaurador.

## Història i remodelacions

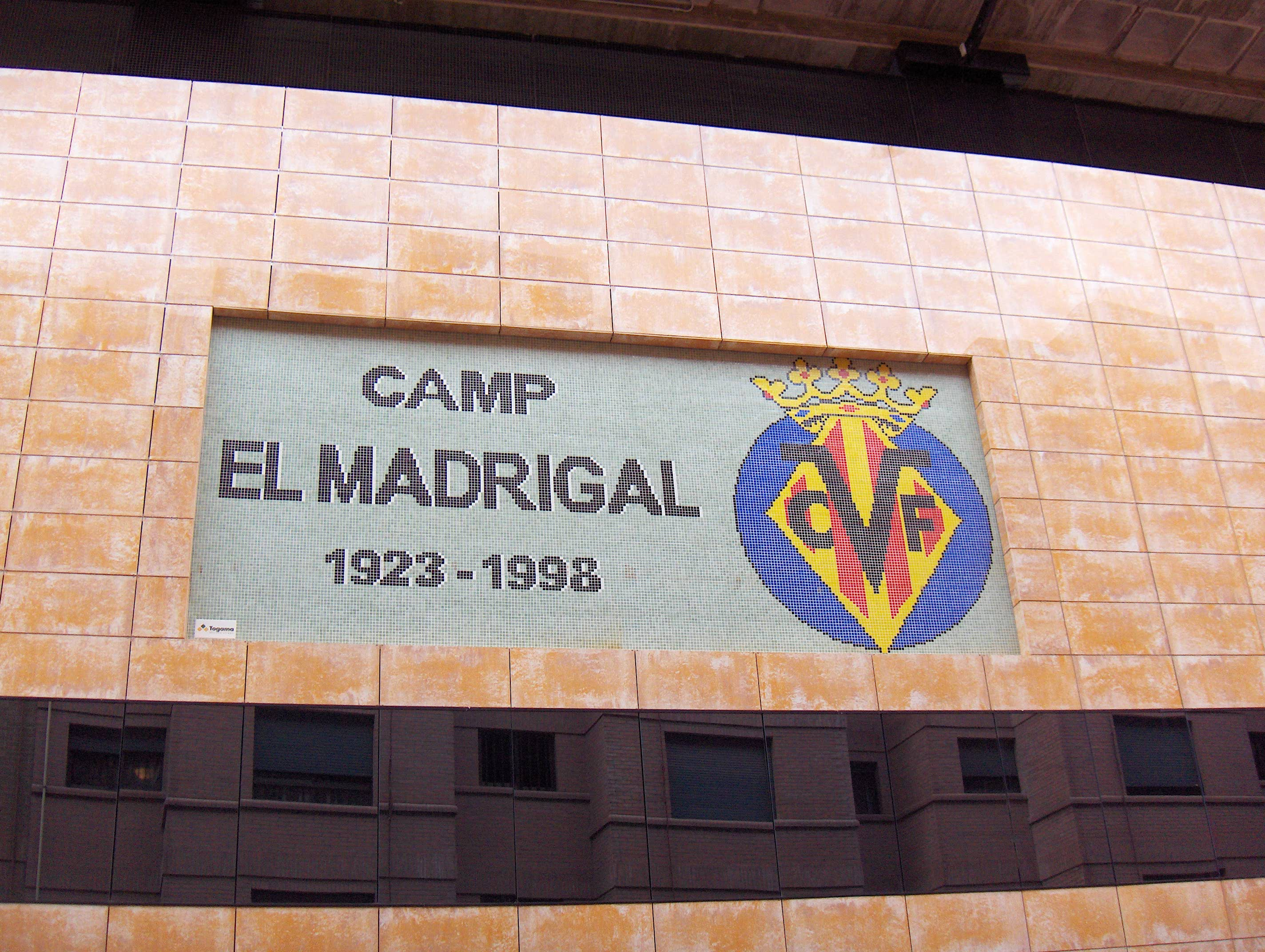
Entrada a l'Estadi de la Ceràmica

El partit d'inauguració de l'antic Madrigal el van disputar dos equips de Castelló de la Plana: el Castelló i el Cervantes.
L'Estadi de la Ceràmica ha sofert innumerables remodelacions des de la seva inauguració. La primera l'any 1923, que és quan es va construir.
El 17 de juny de 1923 fou inaugurat el Camp del Vila-real que dos anys després passaria a anomenar-se definitivament El Madrigal, que és el nom de la partida del terme municipal on s'ubica.
En els seus inicis les dimensions del Madrigal eren bastant reduïdes (92x47,5 m). L'any 1952, quan el camp ja passà a ser municipal, s'adquiriren uns terrenys adjacents per a l'ampliació del terreny de joc a 104x65 metres.
La dècada dels 60 fou una època important per al club, ja que llavors s'aconseguiren importants ascens de categoria, tot açò es va veure reflectit en la necessitat d'una ampliació d'aforament i comfort d'un estadi que cada dia rep més demanda per una part dels aficionats. Després de la construcció de la tribuna coberta i la posterior adequació en la grada de preferència, la capacitat del Madrigal arribà a les 4.500 localitats.
A la temporada 69/70, el Vila-real CF portava una gran campanya en tercera divisió (segona divisió B actual) i el Madrigal començà a quedar-se petit. L'equip quedà campió i jugà la promoció d'ascens a segona divisió. Davant d'aquest esdeveniment la directiva del club, amb Pasqual Font de Mòra al front, es veié obligada, davant la gran demanda, a ampliar la capacitat del Madrigal amb la instal·lació d'una graderia supletòria en el fons sud.
Arribà l'ascens a la segona divisió i definitivament el Madrigal es quedà petit, l'ajuntament de la ciutat començà els tràmits per a l'ampliació de la grada sud que s'estrenà el 1971.

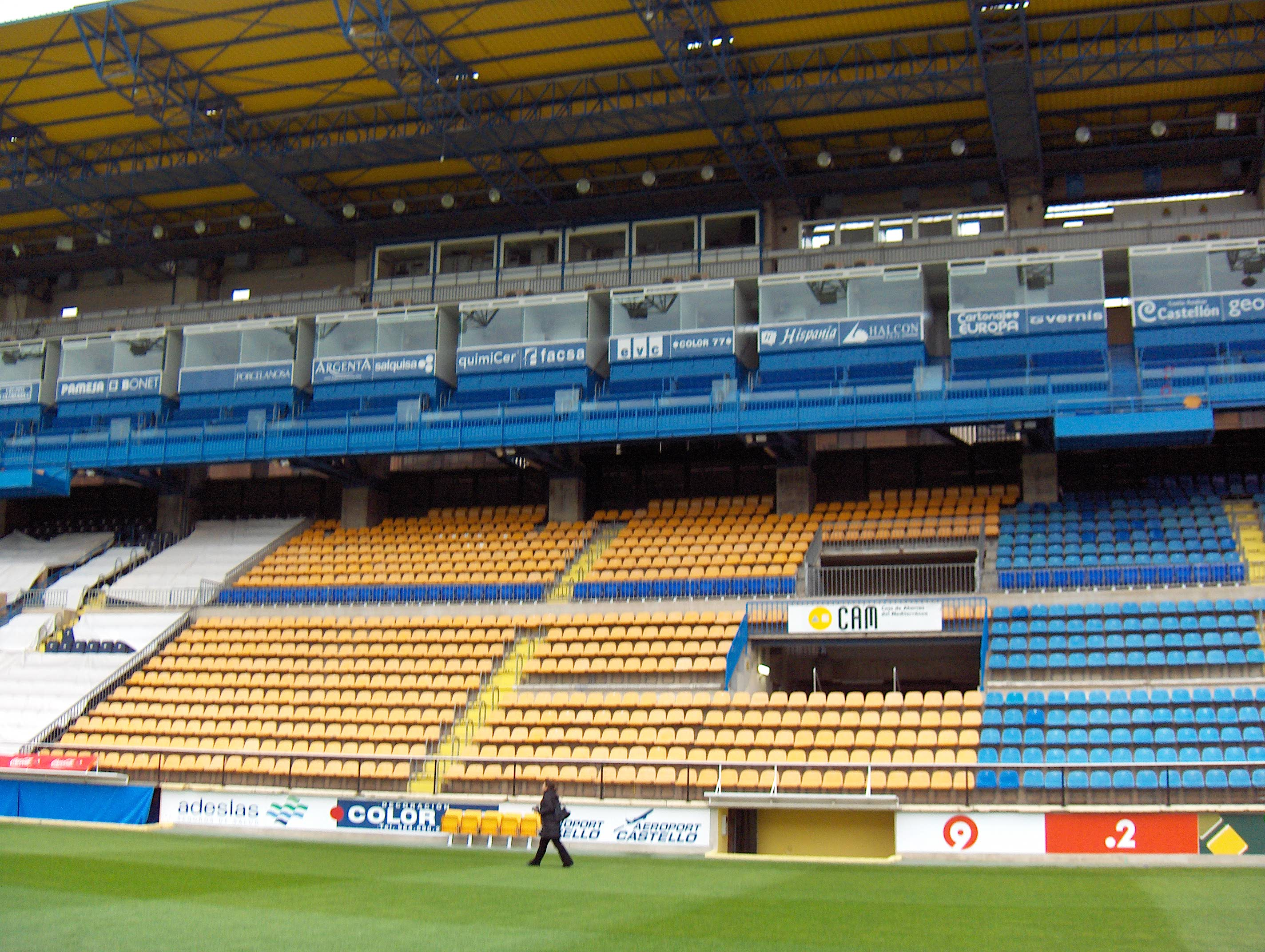
Vista parcial de l'estadi El Madrigal

Després d'aquesta remodelació, el Madrigal guanyà al voltant de 2.500 localitats més, ja que el fons sur podia albergar a prop de 3.500 espectadors de peu entre la part baixa i la llavors recent construïda part alta.
I en aquestes condicions, i una capacitat de 7.500 persones, es quedà el Madrigal fins a finals dels 80. El 1988 amb l'equip a Segona B s'enderrocà la vella tribuna coberta i es començà a construir una de més moderna i amb més capacitat. La inauguració de la nova tribuna es va dur a terme el 8 de març del 1989. L'Atlètic de Madrid visità un Madrigal ple fins a la bandera, el partit amistós serví per a estrenar la que molts anomenaren llavors la flamant tribuna.
El 1998 el fons nord també fou ampliat, s'hi afegiren 10 files més sobre les 4 existents, visualment la grada no guanyà molta altura, ja que els esglaons com que estaven pensats per a localitats de peu tenien un desnivell poc pronunciat, però l'estadi gràcies a aquesta ampliació pogué comptar amb bastantes localitats més.
El 1992 el Vila-real fou emparellat en copa amb el València CF, i davant d'una més que previsible gran demanda d'entrades per a presenciar l'eliminatòria i per l'interès del club de vendre el màxim nombre d'entrades possibles per a una major recaptació, es cridà a un equip d'amidament per a saber amb exactitud la capacitat amb la qual podia comptar el Madrigal després de les nombroses remodelacions que havia sofert. Cal tenir en compte que l'estadi llavors tenia la tribuna amb 2.200 seients i la resta era generalment de peu, amb la conseqüent dificultat que allò portava per a calcular amb exactitud l'afluència màxima que podria suportar. Per motius de seguretat l'estadi mai pogué albergar més de 10.000 persones i aquest fou el nombre just d'entrades que posà a la venda per a aquest gran esdeveniment. Arribà el dia del partit, plogué i això evità el ple.
El 1996 una nova llei obligà a tots equips de la LFP a adequar els seus estadis, s'exigí que totes les seves localitats foren de seient per a aconseguir major seguretat i control, la RFEF atorgà subvencions per a ajudar a tots els clubs i el Madrigal novament va haver de ser remodelat, però aquest cop molt a fons. El projecte de remodelació inicial pretenia aconseguir que totes les localitats foren de seient però sense alterar la capacitat del Madrigal, és a dir, en total l'estadi després de ser remodelat podria albergar fins a 10.000 persones assegudes. Per això s'havien de fer caure els dos fons, i a més per fi dur terme el projecte d'elevar la grada est (preferència) que estava arxivat i estudiat des d'anys enrere.
Durant l'estiu de 1997 es finalitzà la nova preferència, la vella general coneguda com la paret passà a millor vida, perquè agafà protagonisme la nova grada de 6 files amb marquesina i amb 1.300 localitats de seient.
A principis de 1998 començaren les obres en el fons nord i el Madrigal havia d'afrontar tota la segona volta sense grada en aquest aforament i amb una capacitat total de 7.000 espectadors.
El Vila-real CF finalitzà el 4t classificat de segona divisió i jugà la promoció d'ascens a primera, la bogeria s'apoderà dels carrers de Vila-real i la demanda per a veure el partit d'anada fou tan gran que el club es veié obligat a habilitar 9 files del fons nord, malgrat que les obres encara no estaven molt avançades. Gràcies a això el club posà a la venda 1.500 localitats més i el Madrigal presentà un ple total amb 8.500 espectadors.
Finalitzà la temporada i el Vila-real aconseguí un sorprenent ascens a la Primera divisió. Just l'endemà d'aquella mítica data (24-05-1998) el terreny de joc del Madrigal era alçat i el fons sud tombat.
El desig del Vila-real era copar d'abonats tota la capacitat del remodelat Madrigal pensat per a 10.000 localitats, tots pensaven que era possible, encara que no deixava de ser una suposició molt optimista, ja que els pocs precedents de futbol de primera en la província els tenia el CE Castelló i l'equip de la capital mai havia aconseguit aquesta xifra d'abonats amb una població molt superior. Començà la campanya d'abonaments i totes les previsions es van veure desbordades: el Vila-real i l'Ajuntament de la ciutat prompte comprengueren que les 10.000 localitats no serien suficients i començaren a idear solucions, començant per trencar els córners de la grada nord i sud amb tribuna i ràpidament també ampliant la tribuna. Encara no s'havia fet l'última modificació que la tribuna guanyà 2.000 localitats més, ja que al final també es va construir un amfiteatre amb 6 files de seients. El Madrigal arribà a les 17.000 localitats.
El Madrigal amb les seves 17.000 localitats s'havia convertit en el camp més gran de la província i tothom creia que aquesta capacitat era suficient per a l'afició grogueta, però la intenció del club era seguir creixent i ampliar novament la grada de preferència que havia quedat molt petita amb respecte a la resta del camp. Durant l'estiu del 2001 es realitzaren les obres d'ampliació i a més es tancà el córner nord amb preferència arribant així a les 23.000 localitats.
La penúltima reforma del Madrigal es dugué a terme durant l'estiu de 2005, el Vila-real es classificà per primer cop en la seva història per a la Champions League i la UEFA exigeix unes condicions especials per a les seves seus. Després d'aquesta reforma es retiraren 5 files de preferència amb l'objectiu d'ampliar la distància entre la línia de banda i les primeres línies de seient, per a suplir l'absència d'aquestes 5 files de seient s'alçaren 4 files de sostre baix de la preferència. També es retiraren files de seient darrere de les dues porteries, per a augmentar la distància d'aquestes amb la grada. D'aquesta manera la capacitat del Madrigal es va veure lleugerament disminuïda. A més també es posaren en funcionament dos restaurants en l'interior del Madrigal anomenats El Córner i El Gol. Després d'aquesta remodelació, El Madrigal comptava amb 22.000 localitats de seient i un terreny de joc de 105x60 metres.
La temporada 2007/2008 es va tornar a classificar per a la Champions League i es va tornar a haver d'adequar el camp. Aquesta vegada en el fons nord, en la zona anomenada el quesito, passaria a ser una grada per a la gent jove del Vila-real, ja que abans era per als visitants, i els visitants passarien a estar en la nova grada que es construí dalt del fons nord. A més, s'instal·laren nous videomarcadors, un a la grada jove del triangle al fons nord i l'altre a l'altre triangle del fons sud. A més, es posà un mosaic en els seients del camp. Per tant, després de la remodelació, l'estadi passà a tenir uns 25.000 aproximadament.

## Els Casals Grocs
L'estadi disposa de tot el comfort per a aquells aficionats que busquen un plus de servicis a l'hora de seguir els partits que el Vila-real CF disputa com local. Per a ells, el club disposa de trenta casals grocs, que estan ubicats en la grada de la tribuna i que compten amb climatització, televisió amb retransmissió simultània de l'encontre, servei de càtering, butaques individuals, accés independent pel cantó del fons sud amb tres ascensors d'alta velocitat i una plaça d'aparcament per a cadascú.
Dels trenta casals grocs, dos són per a dotze persones cadascú, els altres 23 tenen capacitat per a 16 seguidors, mentre que els cinc restants compten amb 20 butaques cadascun.